# Largo (Floride)
Pour les articles homonymes, voir Largo.
La ville de Largo est située dans le comté de Pinellas, dans l’État de Floride, aux États-Unis.
Lors du recensement de 2010, elle comptait 77 648 habitants, ce qui en fait la troisième ville du comté. La municipalité s'étend sur 18,59 milles carrés (48,15 km2), dont 17,62 milles carrés (45,64 km2) de terres.
Le nom de la ville, qui signifie « long » en espagnol, provient de l'ancien Lac Largo, asséché au début du XXe siècle pour agrandir la ville.

## Démographie
| 1910 | 1920 | 1930  | 1940  | 1950  | 1960  |
| ---- | ---- | ----- | ----- | ----- | ----- |
| 291  | 599  | 1 429 | 1 031 | 1 547 | 5 302 |

| 1970   | 1980   | 1990   | 2000   | 2010   | - |
| ------ | ------ | ------ | ------ | ------ | - |
| 24 230 | 57 958 | 65 674 | 69 371 | 77 648 | - |